# Soustraction

Illustration de la soustraction (ici 5 - 2 = 3)

La soustraction est l'une des quatre opérations de l'arithmétique élémentaire avec l'addition, la multiplication et la division. La soustraction combine deux ou plusieurs grandeurs du même type, couramment appelés termes, pour produire un seul nombre, appelé la différence.
Le signe de la soustraction est le symbole « − », qui se lit « moins ». Par exemple, on lit 3 − 2 = 1 comme « trois moins deux égale un ».
On peut regarder la soustraction de deux manières différentes:
- par réduction  : que reste-t-il de {\displaystyle a} si on lui enlève {\displaystyle b} ? Que reste-t-il de 5 objets si on en enlève 2 ? Il reste {\displaystyle 5-2=3} objets (autrement dit, calculer {\displaystyle a-b}, c'est, intuitivement, « diminuer a de b ».
- par complément : pour passer de {\displaystyle b} à {\displaystyle a}, que faut-il ajouter?  Pour passer de 2 à 5 que faut-il ajouter? Il faut ajouter {\displaystyle 3=5-2}.

Les éléments sur lesquelles porte la soustraction sont les termes de la soustraction et le résultat de la soustraction est nommée différence : la différence entre {\displaystyle a} et {\displaystyle b} est le résultat de la soustraction {\displaystyle a-b}

## Cas particulier des nombres

### Définition
On écrit {\displaystyle a-b=c} quand {\displaystyle c} est le nombre qu'il faut ajouter à {\displaystyle b} pour obtenir {\displaystyle a}, c'est-à-dire quand {\displaystyle a=b+c}. Il est parfois possible que la soustraction ne puisse pas être effectuée : dans l'ensemble des entiers naturels, il est ainsi impossible de soustraire 9 à 2 car 2 est plus petit que 9.
Le même signe «{\displaystyle -}» est utilisé pour noter   l'opposé d'un nombre : {\displaystyle -b} est l'opposé de {\displaystyle b}, c'est le nombre tel que {\displaystyle b+(-b)=(-b)+b=0} . Il ne faut pas confondre ces deux symboles, mais le contexte permettra toujours de les différencier.

### Propriétés dans un ensemble à soustraction
Plaçons-nous désormais dans un ensemble de nombres {\displaystyle E} vérifiant : 
- si {\displaystyle a\in E}, alors  {\displaystyle -a\in E} ;
- si {\displaystyle a,b\in E}, alors  {\displaystyle a+b\in E}.

Un tel ensemble sera ici dit à soustraction[réf. nécessaire]. Des exemples classiques de ce type d'ensemble sont {\displaystyle \mathbb {Z} } (les nombres entiers relatifs) et {\displaystyle \mathbb {R} } (les nombres réels). Mais {\displaystyle \mathbb {N} } (les nombres entiers naturels) ne vérifie cette propriété (car par exemple {\displaystyle -1\notin \mathbb {N} } alors que {\displaystyle 1\in \mathbb {N} }).
On montre alors que la soustraction est une opération définie sur {\displaystyle E} tout entier, et qu'on a en fait  {\displaystyle a-b=a+(-b)}. En français, on peut alors dire que « soustraire c'est ajouter l'opposé ».
Propriétés algébriques :
- {\displaystyle a-b=-b+a} ;
- {\displaystyle -(a+b)=-a-b} ;
- {\displaystyle -(a-b)=-a+b}.

Propriétés non respectées
- la soustraction n'est pas commutative : en général {\displaystyle a-b\neq b-a}
- la soustraction n'est pas associative : en général {\displaystyle (a-b)-c\neq a-(b-c)}.

Un point important est alors de  gérer un enchainement d'opérations avec des «{\displaystyle +}» et des «{\displaystyle -}». Par exemple {\displaystyle 1-2+3-4}. En reprenant la règle générale indiquant que soustraire, c'est ajouter l'opposé, il suffit de traiter l'opération comme une succession d'additions {\displaystyle 1+(-2)+3+(-4).}. On peut donc alors développer des stratégies diverses:
- imaginer un parenthésage en commençant par la gauche {\displaystyle ((1-2)+3)-4}, et on obtient donc {\displaystyle (-1+3)-4=2-4=-2}. Autrement dit, on fera les calculs progressivement de gauche à droite.
- regrouper les termes en conservant leur signe :{\displaystyle 1+3+(-2)+(-4)=(1+3)-(2+4)=4-6=-2}.

## Cas plus général des groupes

### Définition
Soit (G, +) un groupe abélien (ou commutatif). On définit une nouvelle loi de composition interne dans G, appelée « soustraction » et notée « − » par : {\displaystyle x-y=x+(-y)}. où  {\displaystyle -y} est l'opposé de {\displaystyle y}.
L'utilisation d'un même signe, à savoir «{\displaystyle -}», pour  
1. l'opposé {\displaystyle -y} de {\displaystyle y} et
2. l'opération binaire {\displaystyle x-y}

est un abus de notation

### Propriétés
En termes algébriques, la soustraction :
- est anticommutative: pour tous {\displaystyle x,y}, on a {\displaystyle y-x=-(x-y)} ;
- n'est pas associative ;
- possède 0 pour élément neutre à droite : pour tout {\displaystyle x}, on a {\displaystyle x-0=x}. Mais en général 0 n'est pas neutre à gauche ;

Les propriétés mentionnées ci-dessus dans le cadre des ensembles de nombres à soustraction restent vraies ici.